# Parc central de Tikkurila
Le parc central de Tikkurila (finnois : Tikkurilan keskuspuisto) est un parc du quartier de Koivuhaka à  Vantaa en Finlande,.

## Présentation
Le parc comprend l'arboretum de Koivuhaka, connu sous le nom de parc de l'amitié. 
Le parc sportif de Tikkurila est à proximité.
Au centre de la zone se trouve la zone de dépôt de la neige de Koisotie, autour de laquelle un espace vert a été construit.
Dans la partie centrale, il y a un réseau de couloirs éclairés avec des lieux de repos.
La rivière Kylmäoja coule le long de la frontière orientale du parc, de l'autre côté duquel se trouve Viertola.
La zone est une ancienne terre agricole cultivée depuis au moins le XVIIe siècle.
Il a été construit en tant qu'espace vert depuis 2001.
En été, les moutons paissent dans une partie du parc.
De la zone, il y a une voie verte passant sous la rue Tikkurilantie au sud jusqu'à la rivière Keravanjoki.
Dans la direction nord, la voie verte continue vers Simonkylä et Leinelä, se terminant à Kulomäki près de la frontière de Tuusula,,.
Les parties qui se distinguent clairement sont Simonkylänpuisto avec ses étangs et ses collines, Rekolanmetsä bordant Leinelä et Asola, et la réserve naturelle Kylmäojan korpi.

## Galerie

Vue du parc.